# محمد نور (ممثل)
محمد نور البلوشي ممثل عماني شارك في العديد من المسلسلات التلفزيونية.

## أعمالة

### المسلسلات
- 2014: في بيتنا قاضي
- 2012: أرواح
- 2006: ابن النجار
- 1998: في منتصف الطريق
- قراءة في دفتر منسي